# Daniel Stöckel
Daniel Christian Stöckel (ur. 9 lutego 1908, zm. ?) – zbrodniarz nazistowski, członek załogi niemieckiego obozu koncentracyjnego Mauthausen-Gusen i SS-Schütze.
Członek Waffen-SS. Podczas II wojny światowej strażnik w obozie głównym Mauthausen. We wrześniu 1944, pełniąc służbę wartowniczą koło kamieniołomów, zastrzelił wraz z innymi esesmanami sześciu lub siedmiu holenderskich spadochroniarzy, którzy przeskoczyli obozowe druty kolczaste.
Stöckel został osądzony w procesie załogi Mauthausen-Gusen (US vs. Johann Haider i inni) przed amerykańskim Trybunałem Wojskowym w Dachau. Skazano go na 7 lat pozbawienie wolności. Wyrok zmniejszono po rewizji do 2 lat więzienia.